# Barbie : La Magie des dauphins
Série Barbie
Barbie : Héroïne de jeu vidéo
(2020) Barbie : L'Aventure de princesse
(2017)
Série Dreamhouse Adventures
Barbie : L'Aventure de princesse
(2020)
Pour plus de détails, voir Fiche technique et Distribution.
Barbie : La Magie des dauphins (Barbie: Dolphin Magic) est le 36e long-métrage d'animation qui met en scène le personnage de Barbie, ainsi que le premier film de la série Dreamhouse Adventures. Le film est sorti en DVD le 20 septembre 2017 et a été réalisé par Conrad Helten. C’est le premier film Barbie à être diffusé sur Netflix.

## Synopsis
Barbie, Skipper, Stacie et Chelsea vont rendre visite à Ken qui fait un stage à la plage dans un laboratoire étudiant les créatures marines. Dans la région vivent des dauphins « pierre précieuse », considérés comme légendaires, jusqu’à ce que l’un d’entre eux soit capturé par le laboratoire. Lors d’une visite au bassin où se trouve Emeraude, le dauphin vert, Barbie surprend une curieuse jeune fille qui tient des propos étranges, Isla, tentant de libérer le dauphin.
Barbie la convainc que Marlo, la responsable de Ken, veut juste garder le dauphin le temps de le faire examiner par un vétérinaire et qu’elle le relâcherait ensuite. En attendant, elle invite Isla à se joindre à ses sœurs et elles jusqu’au lendemain. Mais c’est sans compter sur les véritables plans de Marlo…

## Fiche technique
- Titre original : Barbie: Dolphin Magic
- Titre français : Barbie : La Magie des dauphins
- Réalisation : Conrad Helten
- Scénario : Jennifer Skelly
- Direction artistique : Pam Prostarr et Christopher Souza
- Musique : Rebecca Kneubuhl
- Production : Jennifer-Jo Barker; Kim Dent Wilder et Michael Hefferson (exécutifs)
- Société de production : Rainmaker Studios, Mattel Creations
- Société de distribution : Universal Studios Home Entertainment
- Pays de production : États-Unis, Canada
- Langue d'origine : anglais
- Format : couleur - son stéréo
- Genre : Film d'animation
- Durée : 63 minutes
- Dates de sortie : 
  - États-Unis : 17 septembre 2017 (DVD)
  - France : 7 août 2018 (DVD)[3]

Sources : Générique du DVD, IMDb

## Distribution
| - Erica Lindbeck : Barbie - Shannon Chan-Kent : Isla - Kazumi Evans : Skipper - Claire Maggie Corlett : Stacie - Ciana Swales : Chelsea - Adrian Petriw : Ken - Maryke Hendrikse : Marlo - Paul Dobson : Hugo - Gary Chalke : Pete | - Helena Coppejans : Barbie - Nathalie Delattre : Barbie (voix chantée) - Frédérique Schürmann : Isla - Marie-Line Landerwijn : Skipper - Aaricia Dubois : Stacie - Maya Dory : Chelsea - Maxime Donnay : Ken - Colette Sodoyez : Marlo - Sébastien Hébrant : Hugo |

Sources : Générique du DVD.

## Chansons du film
- Live In The Moment – interprétée par The Math Club feat. Jordyn Kane
- So Beautiful – interprétée par The Math Club feat. Jordyn Kane
- Trésor – interprétée par Aaricia Dubois et Nathalie Delattre

## Autour du film
Créée en 1959, la Poupée Barbie est à l'origine de nombreux produits dérivés. Elle a également inspiré plusieurs films d’animation. Barbie : La Magie des dauphins est sorti la même année que Barbie : Héroïne de jeu vidéo.
Ce film réutilise les chansons générique de Barbie : Aventure dans les étoiles et de Barbie et ses sœurs : À la recherche des chiots pour sa bande son.